# خراردو مونکادا
خراردو مونکادا (اسپانیایی: Gerardo Moncada‎؛ زادهٔ ۲۷ مهٔ ۱۹۴۹) بازیکن فوتبال اهل کلمبیا بود.
از باشگاه‌هایی که در آن بازی کرده‌است می‌توان به باشگاه فوتبال اتلتیکو ناسیونال اشاره کرد.